# Ann Langley
Ann Langley est une professeure de management à HEC Montréal, titulaire de la Chaire de recherche en gestion stratégique en contexte pluraliste. Elle est de plus professeure associée à l’Université de Montréal, à la NHH Norwegian School of Economics and Business Administration et à l’Université de Göteborg.

## Biographie
Ann Langley a  obtenu un baccalauréat en mathématiques de l'Université d'Oxford, une maîtrise en recherche opérationnelle de l'Université de Lancaster au Royaume-Uni et un doctorat en administration (management) de HEC Montréal. Elle travaille comme consultante et analyste dans des entreprises privées et des organismes publics, tels que l'Institut national de recherche en santé. Elle poursuit ses études et obtient son doctorat en 1987 à HEC Montréal dans le domaine de l'administration. Elle est d’abord professeure à l’Université du Québec à Montréal avant de se joindre à HEC Montréal en 2000.
Ann Langley est corédactrice du magazine scientifique Strategic Organization et rédacteur en chef de Organization Studies. Elle est membre du conseil d'administration de  l'European Group for Organizational Studies (EGOS).
Spécialiste des questions de décision stratégique et d'analyse formelle au sein des organisations, la chercheuse articule ces dimensions avec la réalité des interactions sociales. La stratégie est alors vue comme une pratique sociale. Sur ce thème, elle publie en 2007 un ouvrage en collaboration, intitulé Strategy as Practice : Research Directions and Resources, publié par Cambridge University Press.

## Publications
Contributions les plus significatives par axe de recherche (sélection).
- Le nombre de citations Google Scholar au 16 juillet 2020 est indiqué entre parenthèses à côté de l'année de la publication.
- Axe 1: L'étude des pratiques stratégiques dans les organisations
  - 1. 1995 (738 citations). Langley, A. Mintzgerg, H., Pitcher, P. Posada, E., E. & Saint-Macary, J. Opening up decision making: The view from the black stool. Organization Science, 6(3): 260-279.
  - 2. 2007 (898 citations). G Johnson, A Langley, L Melin, R Whittington. Strategy as practice: research directions and resources. Cambridge University Press, 244 p.
- Axe 2: L'étude de la gestion des organisations de santé
  - 3. 2001 (1128 citations). The dynamics of collective leadership and strategic change in pluralistic organizations. JL Denis, L Lamothe, A Langley. Academy of Management Journal 44 (4), 809-837.
  - 4. 2002 (492 citations). Explaining diffusion patterns for complex health care innovations . JL Denis, Y Hébert, A Langley, D Lozeau, LH Trottier. Health Care Management Review 27 (3), 60-73.
- Axe 3: Méthodologie de recherche processuelle en management
  - 5. 1999 (5997 citations). Strategies for theorizing from process data. A Langley. Academy of Management Review 24 (4), 691-710.
  - 6. 2013 (1305 citations). Process studies of change in organization and management: Unveiling temporality, activity, and flow. ANN Langley, C Smallman, H Tsoukas, AH Van de Ven. Academy of Management Journal 56 (1), 1-13.
  - 7. 2016 (87 citations). : The SAGE Handbook of Process Organization Studies, London: Sage Publications, 652 p. (ISBN 9781446297018). Prix Roger-Charbonneau 2017 décerné par HEC Montréal[7] pour le meilleur livre de l'année d'un professeur de l'École, écrit dans une autre langue que le français.

Autres publications de livres et d'articles mentionnées dans le CV affiché dans le site web de la Chaire de recherche en gestion stratégique en contexte pluraliste.

## Honneurs
- 2019 : Membre honoraire de l'European Group for Organizational Studies (EGOS) [9]
- 2018 : Prix Acfas Thérèse Gouin-Décarie[10]
- 2017 : Fellow de l'American Academy of Management [11]
- 2016 : Doctorat honoris causa, Aalto University School of Business[12]
- 2015 : Prix du meilleur article pour : "Organizational Identity Work in an Emerging Peer-to-Peer (P2P) Network", Division Managerial and Organizational Cognition, Annual Meeting Best Papers (Proceedings), Academy of Management[13]
- 2014 : Grand Prix de recherche Pierre-Laurin  Ce prix souligne la contribution exceptionnelle en recherche d'un professeur titulaire ou d'un chercheur titulaire de HEC Montréal pour l'ensemble de sa carrière à l'École[10]
- 2011 : Doctorat honorifique de la Norvegian School of Economics [14]
- 2010 : Élection à la Société royale du Canada[15]